# Droga wojewódzka 685
Die Droga wojewódzka 685 (DW 685) ist eine 60 Kilometer lange Droga wojewódzka (Woiwodschaftsstraße) in der polnischen Woiwodschaft Podlachien, die Zabłudów mit Kleszczele verbindet. Die Strecke liegt im Powiat Białostocki und im Powiat Hajnowski.

## Streckenverlauf
Woiwodschaft Podlachien, Powiat Białostocki
-  Zabłudów (DK 19)
-  Olszanka (DW 682)
- Żywkowo

Woiwodschaft Podlachien, Powiat Hajnowski
- Trześcianka
- Ancuty
- Narew
- Makówka
- Chrabostówka
-  Nowosady (DW 687)
- Dubiny
-  Hajnówka (Gajnowka) (DW 689)
- Pasieczniki Duże
- Istok
- Dubicze Cerkiewne
- Grabowiec
- Jelonka
-  Kleszczele (DK 66, DW 693)